# Bitwa na równinie Polog
Bitwa na równinie Polog (alb. Beteja e Pollogut) – bitwa stoczona przez wojska osmańskie pod dowództwem Ibrahima Paszy i Albańczyków, dowodzonych przez Skanderbega w dniu 22 kwietnia 1453.

## Geneza bitwy
W 1451 Skanderbeg podpisał układ w Gaecie z królem Alfonsem V Aragońskim. Skanderbeg uznał się za wasala Alfonsa w zamian za udzielenie mu finansowej i militarnej pomocy w walce przeciwko Turkom. Na mocy układu Skanderbeg otrzymał nowe działa i arkebuzy i w 1453 podjął próbę rozszerzenia swojego władztwa na terytorium Macedonii, w tym na Svetigrad (dzis. wieś Kodżadżik w Macedonii), utracony w 1448 na rzecz Turków osmańskich. Plan Skanderbega zakładał spustoszenie ziem macedońskich, a następnie opanowanie osamotnionego Svetigradu. Przejęcie twierdzy było kluczowe dla uzyskania kontroli nad szlakami komunikacyjnymi prowadzącymi z Macedonii w głąb Albanii.

## Przebieg bitwy
W pobliżu Tetowa siły Skanderbega natknęły się na przednie straże armii osmańskiej, dowodzonej przez Ibrahima Paszę, która przygotowywała się do inwazji na Albanię. Początkowo Skanderbeg zamierzał pozorować ucieczkę i wciągnąć przeciwnika w rejon Mokry (dzis. Jakupica), gdzie była przygotowana pułapka. Ibrahim Pasza nie kwapił się jednak do pogoni za oddziałami Skanderbega i pozostał na równinie Polog, blokując Skanderbegowi dalszy marsz w głąb Macedonii. Gwałtowne burze utrudniały rozpoczęcie bitwy, choć dowódcy Skanderbega (Moisi Golemi i Hamza Kastrioti) doradzali nocny atak w czasie burzy.
Po dłuższym wahaniu, 22 kwietnia Skanderbeg zdecydował się zaatakować. Oddziały jazdy albańskiej wdarły się do obozu tureckiego, wywołując w nim chaos i panikę. W czasie bitwy doszło do walki dowódców obu armii, w której Skanderbeg zabił Ibrahima Paszę. Odcięta głowa tureckiego dowódcy zatknięta na włóczni skłoniła ostatnich walczących jeszcze Turków do ucieczki.

## Skutki bitwy
W bitwie Turcy stracili ponad 3000 zabitych. Armia Skanderbega bez większych problemów mogła łupić ziemie macedońskie, a następnie powróciła tryumfalnie do Debaru. Zwycięstwo Skanderbega miało szczególne znaczenie prestiżowe w roku, w którym Turcy osmańscy zdobyli Konstantynopol.